# Sivapithecus
Sivapithecus es un género extinto de primates homínidos del Mioceno. Sus fósiles, datados entre 12,5 a 8,5 millones de años de antigüedad (Serravalliense a Tortoniense, Mioceno), han sido hallados desde el siglo XIX en Siwalik Hills, en lo que actualmente es India y Pakistán. Cualquiera de las especies de este género podrían ser ancestros del orangután moderno.

## Especies
En la actualidad se reconocen generalmente tres especies. Los fósiles de Sivapithecus indicus datan de 12,5 a 8,5 millones de años de antigüedad aproximadamente. Sivapithecus sivalensis vivió hace 9,5 a 8,5 millones de años. En 1988 fue descrita una tercera especie, significativamente más grande, llamada Sivapithecus parvada (datada en alrededor de 10 millones de años de antigüedad).
En 1982, David Pilbeam publicó una descripción de un significativo fósil descubierto —gran parte de la cara y la mandíbula de un Sivapithecus. El espécimen presentaba muchas similitudes con el cráneo del orangután, lo que reforzó la teoría (sugerida previamente por otros) de que el Sivapithecus está estrechamente relacionado con los orangutanes.

## Ascenso y caída delRamapithecus
Los especímenes de Siwalik que fueron asignados una vez al género Ramapithecus se consideran ahora por la mayoría de los investigadores pertenecientes a una o más especies de Sivapithecus. Ramapithecus ya no se reconoce como un probable antecesor de los humanos.
Los primeros especímenes incompletos de Ramapithecus fueron encontrados en Nepal, a orillas del río Tenau, en la parte occidental del país, en 1932. Su descubridor (G. Edward Lewis) reivindicó que la mandíbula era más parecida a la humana que ningún otro simio fósil conocido hasta entonces. En la década de 1960  esa reivindicación fue retomada. Por entonces, se creía que los ancestros humanos habían divergido de los otros simios 15 millones de años atrás. Los estudios bioquímicos cuestionaron esta visión, sugiriendo que hubo una división temprana entre los ancestros del orangután y los ancestros comunes de chimpancés, gorilas y humanos. Los humanos se habían separado de los grandes simios africanos hace alrededor de cinco millones de años, no 15 o 25 millones. 
Mientras tanto se descubrieron especímenes más completos de Ramapithecus, en 1975 y 1976, los cuales mostraban que eran menos parecidos a los humanos de lo que se había pensado. Se empezaron a ver cada vez más como Sivapithecus; nótese que el nombre más antiguo tiene prioridad. Pudiera ser que Ramapithecus fuese simplemente la hembra de Sivapithecus. Definitivamente eran miembros del mismo género. También es probable que se hubieran separado ya del ancestro común de chimpancés, gorilas y humanos, aunque aún no se han hallado fósiles de ese presunto ancestro.